# Buczyna storczykowa
Buczyna storczykowa – żyzny i ciepłolubny las buczynowy o charakterystycznej kombinacji gatunków, w której znamienny jest udział gatunków światłolubnych i ciepłolubnych, w tym niektórych storczyków (stąd nazwa). Fitosocjologiczne lasy te zgrupowane są w podzwiązku Cephalanthero-Fagenion, w Polsce zbiorowiska te występują na kresach zasięgu i mają charakter reliktowy. W Polsce wyróżnia się 5 odrębnych typów takich buczyn.
Gatunki charakterystyczne: buławnik wielkokwiatowy, buławnik mieczolistny, kruszczyk rdzawoczerwony, kruszczyk szerokolistny.
Gatunki wyróżniające: dzwonek brzoskwiniolistny, dzwonek jednostronny, czyścica storzyszek, kokoryczka wonna. W buczynie storczykowej można znaleźć bardzo rzadkiego grzyba borowika szatańskiego.
Charakterystyczna kombinacja gatunków
ChSubAll.: buławnik wielkokwiatowy Cephalanthera damasonium, buławnik mieczolistny Cephalanthera longifolia, kruszczyk rdzawoczerwony Epipactis atrorubens, kruszczyk szerokolistnyEpipactis helleborine
DSubAll.: dzwonek brzoskwiniolistny Campanula persicifolia, dzwonek jednostronny Campanula rapunculoides, czyścica storzyszek Clinopodium vulgare, kokoryczka wonna Polygonatum odoratum
ChAll.: buławnik wielkokwiatowy Cephalanthera damasonium, żywiec cebulkowy Dentaria bulbifera, żywiec dziewięciolistny Dentaria enneaphyllos, żywiec gruczołowaty Dentaria glandulosa, buk zwyczajny Fagus sylvatica, kostrzewa leśna Festuca altissima, kostrzewa górska Festuca drymeja, jęczmieniec zwyczajny Hordelymus europaeus, kosmatka gajowa Luzula luzuloides, perłówka jednokwiatowa Melica uniflora, paprotnik Brauna Polystichum braunii, przenęt purpurowy Prenanthes purpurea
ChO.: piżmaczek wiosenny Adoxa moschatelina, czosnek niedźwiedzi Allium ursinum, zawilec żółty Anemone ranunculoides, sałatnica leśna Aposeris foetida, kopytnik pospolity Asarum europaeum, jarzmianka większa Astrantia major, żórawiec falisty Atrichum undulatum, turzyca leśna Carex sylvatica, kokorycz pusta Corydalis cava, kokorycz wątła Corydalis intermedia, kokorycz drobna Corydalis pumila, wawrzynek wilczełyko Daphne mezereum, nerecznica samcza Dryopteris filix-mas, wilczomlecz migdałolistny Euphorbia amygdaloides, wilczomlecz słodki Euphorbia dulcis, dzióbkowiec bruzdowany Eurhynchium striatum, ziarnopłon wiosenny Ficaria verna, złoć mała Gagea minima, gajowiec żółty Galeobdolon luteum, przytulia wonna Galium odoratum, niecierpek pospolity Impatiens noli-tangere, zdrojówka rutewkowata Isopyrum thalictroides, groszek wiosenny Lathyrus vernus, lilia złotogłów Lilium martagon, tojeść gajowa Lysimachia nemorum, szczyr trwały Mercurialis perennis, prosownica rozpierzchła Milium effusum, gnieźnik leśny Neottia nidus-avis, czworolist pospolity Paris quadrifolia, zerwa kłosowa Phyteuma spicatum, kokoryczka wielokwiatowa Polygonatum multiflorum, pierwiosnek wyniosły Primula elatior, miodunka ćma Pulmonaria obscura, miodunka plamista Pulmonaria officinalis, jaskier kaszubski Ranunculus cassubicus, jaskier kosmaty Ranunculus lanuginosus, żankiel zwyczajny Sanicula europaea, trędownik bulwiasty Scrophularia nodosa, czyściec leśny Stachys sylvatica, przetacznik górski Veronica montana, fiołek leśny Viola reichenbachiana
ChCl.: Klon polny Acer campestre, klon zwyczajny Acer platanoides, podagrycznik pospolity Aegopodium podagraria, zawilec gajowy Anemone nemorosa, kłosownica leśna Brachypodium sylvaticum, dzwonek pokrzywolistny Campanula trachelium, turzyca palczasta Carex digitata, leszczyna pospolita Corylus avellana, kruszczyk szerokolistny Epipactis helleborine, trzmielina zwyczajna Euonymus europaea, trzmielina brodawkowata Euonymus verrucosus, jesion wyniosły Fraxinus excelsior, przylaszczka pospolita Hepatica nobilis, łuskiewnik różowy Lathraea squamaria, suchodrzew pospolity Lonicera xylosteum, perłówka zwisła Melica nutans, wiechlina gajowa Poa nemoralis, jaskier różnolistny Ranunculus auricomus, porzeczka alpejska Ribes alpinum, szałwia lepka Salvia glutinosa, cebulica dwulistna Scilla bifolia.
Występowanie w Polsce: buczyna storczykowa występuje w Polsce m.in. w Sudetach (Krowiarki, Góry Kaczawskie), Górach Świętokrzyskich, w rezerwacie leśnym „Bukowa góra” koło Dobromierza na południowym stoku Bukowej Góry. Jest to jedyne odkryte stanowisko w Górach Świętokrzyskich. Drzewostan stanowią głównie buk pospolity, jawor i lipa szerokolistna, które mają tu północny zasięg.
Wykształca się również na starych wapiennych hałdach (tzw. warpiach) w okolicach Tarnowskich Gór (woj. śląskie) – dla ochrony tego zbiorowiska utworzono rezerwat przyrody Segiet.

## Zagrożenia i ochrona
Ciepłolubne buczyny storczykowe w krajach członkowskich Unii Europejskiej stanowią siedlisko przyrodnicze wymagające ochrony w sieci obszarów Natura 2000 numer 9150 podzielono na pięć podtypów:
- 9150-1 – Pienińska buczyna storczykowa (Carici albae-Fagetum)
- 9150-2 – Małopolska buczyna storczykowa (zbiorowisko Fagus sylvatica-Cruciata glabra)
- 9150-3 – Sudecka buczyna storczykowa (zbiorowisko Fagus sylvatica-Hypericum maculatum)
- 9150-4 – Kaszubska buczyna storczykowa (zbiorowisko Fagus sylvatica-Cypripedium calceolus)
- 9150-5 – Nadbałtycka buczyna storczykowa (Cephalanthero-Fagetum)[2]